# Кисело млеко
Кисело млеко означава низ прехрамбених производа добијених кисељењем млека.

## Кисело млеко
Кисељење, које млеку даје кисео укус, постиже се бактеријском ферментацијом или додавањем киселине, попут лимуновог сока или сирћета. Киселина узрокује коагулацију и згушњавање млека, инхибира раст штетних бактерија и продужава рок трајања производа.
Кисело млеко добијено бактеријском ферментацијом прецизније се назива ферментисано млеко или култивисано млеко.  Традиционално, кисело млеко је било једноставно свеже млеко које је остављено да ферментише и кисели (кисне) на топлом месту током дана, често у близини шпорета. Модерно комерцијално кисело млеко може се разликовати од млека које је постало кисело природним путем.
Кисело млеко које настаје додавањем киселине, са додавањем микроорганизама или без њих, тачније се назива закисељено млеко.  У Сједињеним Државама киселине које се користе за производњу закисељеног млека укључују сирћетну киселину (која се обично налази у сирћету), адипинску киселину, лимунску киселину (која се обично налази у лимуновом соку), фумарну киселину, 
глуконо-делта-лактон, хлороводоничну киселину, млечну киселину, јабучну киселина, фосфорну киселину, јантарну киселину и винску киселину.
Кисело млеко се обично прави код куће или се купује и конзумира у Европи, посебно у Источној Европи (Бугарска, Белорусија, Пољска, Словачка, Русија, Украјина), широм земаља бивше Југославије (Македонија, Србија, Црна Гора, Босна и  Херцеговина, Хрватска, Словенија), Румунија, Грчка, Финска, Немачка и Скандинавија.
Такође се производи код куће или се купује у супермаркетима и конзумира у региону Великих језера Сомалије и источне Африке (Кенија, Уганда, Руанда, Бурунди и Танзанија). Такође је
традиционална храна народа Банту из Јужне Африке.
Од 1970-их неки произвођачи користе хемијско закисељавање уместо биолошких агенаса. 

## У рецептима
Сирово млеко које није постало кисело понекад се назива и „слатким млеком“, јер садржи шећер лактозу. Ферментацијом се лактоза преводи у млечну киселину која има кисели укус. Пре проналаска расхлађивања (фрижидера, уређаја за хлађење), сирово млеко је обично постајало кисело и пре него што је могло да се конзумира, па различити рецепти укључују такво млеко као састојак. Кисело млеко добијено ферментацијом разликује се у укусу од киселог млека  добијеног закисељавањем, јер киселине које се обично додају у комерцијалној производњи имају другачији укус од млечне киселине, а такође и у самом процесу ферментације могу се развити нови укуси (ароме). 
Уобичајена модерна замена за природно кисело млеко је млаћеница.